# Teatrino Giullare
Teatrino Giullare è una compagnia teatrale italiana fondata a Bologna nel 1996 da Giulia Dall’Ongaro ed Enrico Deotti.

## Storia della Compagnia
Dopo un debutto informale sul palcoscenico del Teatro La Soffitta di Bologna durante il Corso di Drammaturgia tenuto da Giuliano Scabia al Dams, Università di Bologna, nel 1995 con Alcesti da Euripide, viene fondata ufficialmente la Compagnia e seguono lavori su Aristofane (1996), Plauto (1997), la Commedia dell’Arte (1998) e scritture originali come Re di bastoni Re di denari (1999), Fortebraccio contro il cielo (2003). Dal 2005 inizia il lavoro sulla drammaturgia contemporanea e del Novecento allestendo Finale Di Partita di Samuel Beckett, Alla meta di Thomas Bernhard, Lotta di negro e cani di Bernard-Marie Koltès, La Stanza di Harold Pinter, Canti del guardare lontano di Giuliano Scabia, Le amanti da Elfriede Jelinek, Menelao di Davide Carnevali, La Tana da Franz Kafka.
Nel 2009 produce Coco, primo allestimento italiano del testo incompiuto ed inedito di Bernard-Marie Koltès dedicato a Coco Chanel. Nel 2011 ha proseguito l’elaborazione del tema creando il soggetto originale Coco. L’ultimo sogno.
Nel 2016, in occasione del quarto centenario della morte di William Shakespeare, produce in collaborazione con l’Università degli Studi di Verona e per la prima volta in Italia, un allestimento di Romeo e Giulietta  basato sul testo del Primo In-Quarto (Q1) pubblicato a Londra nel 1597.
Durante il periodo della pandemia da Covid 19 la Compagnia sperimenta nuove forme di comunicazione digitale producendo il Diario dei giorni felici (ispirato al dramma di Samuel Beckett del 1961) e Drone tragico un'opera video immersiva girata a 360 gradi ispirata all'Orestea di Eschilo.

## Premi e riconoscimenti
Premio Speciale Ubu (2006), Premio Nazionale della Critica (2006), Premio della Giuria ed Premio Brave New World per la regia al 47^ Festival Internazionale di Teatro MESS di Sarajevo (2007), Premio Hystrio Altre Muse (2011), Menzione Speciale della Giuria Internazionale del Premio "Il Teatro Nudo" di Teresa Pomodoro (2016) Excellent Play Award della Central Academy of Drama di Pechino (2019), Premio Rete Critica         (2020), Premio Hystrio Digital Stage (2021).

## Attività
Teatrino Giullare ha condotto numerosi seminari e workshops teatrali, tra gli altri al DAMS, Università di Bologna, all’Università di Firenze, all’Università di Venezia, al Museo Argentino del Titere di Buenos Aires (Argentina), alla Facoltà di Belle Arti dell’Università di Smirne (Turchia), alla Darpana Academy of Performing Arts di Ahmedabad (India), al Museo delle Arti Applicate di Belgrado (Serbia), al Museo Moubarak de Il Cairo (Egitto), al Teatro Nazionale di Tirana (Albania), al Centro di Educazione Culturale di Varsavia (Polonia), al Festival Iberoamericano di Bogotá (Colombia). Si occupa anche di organizzare progetti speciali per il teatro creando percorsi all’interno della drammaturgia contemporanea e affiancando il lavoro sull’attore alla ricerca di soluzioni sceniche ed espressive originali, sperimentando commistioni di tecniche, maschere, artifici . Tra i più importanti ci sono le Giornate teatrali di Colle Ameno, che si svolgono ogni anno dal 2007 nel Borgo di Colle Ameno (Sasso Marconi, Bologna). Il gruppo crea inoltre installazioni temporanee e opere di arte visiva che includono nozioni di partecipazione, immersione, teatralità.

## Teatrografia
- Alcesti, da Euripide (1995)
- La pace, da Aristofane (1996)
- Capitan Fracassa, dal Miles Gloriosus di Plauto (1997)
- Serenate (1998)
- Re di bastoni Re di denari (1999)
- Fortebraccio contro il cielo (2003)
- Finale di Partita, di Samuel Beckett (2005)
- Alla Meta, di Thomas Bernhard (2006)
- Lotta di Negro e cani, di Bernard-Marie Koltès (2008)
- Coco di Bernard-Marie Koltès (2009)
- La Stanza, di Harold Pinter (2010)
- Coco. L'ultimo sogno (2011)
- Canti del Guardare Lontano, di Giuliano Scabia (2013)
- Le Amanti, dal romanzo di Elfriede Jelinek (2014)
- Romeo e Giulietta, di William Shakespeare (2016)
- Menelao, di Davide Carnevali (2018) In coproduzione con Ert Emilia-Romagna Teatro
- Bestiario immaginato, da Jorge Luis Borges (2019) In coproduzione con Tra un atto e l'altro
- Diario dei giorni felici, da Samuel Beckett (2020)
- Inventario di mostri Danteschi (2021)
- Tragedia di Roncisvalle con bestie e Lettere ad un lupo, di Giuliano Scabia (2022)
- La Tana, dal racconto di Franz Kafka (2024)
- Turandot, una fiaba (2024) In coproduzione con Tra un atto e l'altro
- Fuga e morte di Tolstoj, di Stefan Zweig (2024) Radiodramma
- Una notte su mille (2025)

## Arte visiva
- Immaginazioni per uno spettacolo (Milano, Fabbrica del Vapore, 2006)
- Romeo and Juliet I e II (Bologna, Mambo, 2016)
- Non tanto un’opera omnia quanto un ripensamento (Bologna, Torre degli Asinelli, 2016)
- Sull’arte di arrivare in scena (San Francisco, Istituto Italiano di Cultura, 2018)
- Camere per le chimere (Sasso Marconi, Villa Davia, 2020)
- La commedia umana (Bologna), Collezioni Comunali d'Arte, 2021)
- Tales (New York, Hunter’s Point South Park, 2022)
- Drone tragico (Roma, Domus Aurea, 2024)